# ضداطلاعات و سازمان‌های ضدتروریسم
ضداطلاعات و سازمان‌های ضدتروریسم (انگلیسی: Counter-intelligence and counter-terrorism organizations) ناظر بر ارتباط نزدیک ضداطلاعات با سازمان‌های ضد تروریسم است. از این رو نه فقط به‌عنوان تدابیر دفاعی بلکه به‌عنوان یک منبع مثبت اطلاعات می‌تواند در اولویت‌های مخالفین قرار گیرد. با این حال، دریافت و تسلط بر قابلیت‌های اطلاعاتی خارجی بخش مهمی از اعلام خطر است.
همه کشورها از توان ضد جاسوسی و ضد تروریسم برخوردار نیستند و البته، همه کشورها نمی‌توانند در این زمینه حضور جهانی داشته باشند.
چارلز برتون مارشال نوشت که تحصیلات دانشگاهی او نتوانست در مورد کسب اطلاعات از دشمن، نقش سرویس‌های اطلاعاتی یا نقش تبلیغات به او آموزش بدهد. او گفت، تمایل برای داشتن یک زندگی دوگانه ـ دارای سیاست‌های قانونی و کارآمد به نحوی که یکی برای زندگی در نمایش بیرونی و دیگری برای تعقیب کردن باشد ـ نادیده گرفته شده‌است.
این نگاه به زندگی دوگانه کشورها که مارشال آنرا نوشته بود کمتر در کار ضداطلاعاتی(CI) شناخته شده‌است، چیزی که تصمیم گیرندگان و محققان امنیت ملی بطور گسترده‌ای نادیده گرفته‌اند.
سازمان ضداطلاعات و ضد تروریسم- ون کلیو در سال ۲۰۰۷ از یادداشت مارشال چنین نتیجه گیری کرد: «اطلاعات مثبتی که توسط ضداطلاعات ممکن است عرضه کند، به این معنی که چگونه و تا کجا دولت‌ها از منابع ارزشمندی که در خدمت سرویس‌های اطلاعاتی هستند استفاده می‌کنند، می‌تواند به اطلاع‌رسانی در بحث سیاست خارجی و دفاعی کمک کند، این تنها زمانی ممکن است که رهبری سیاسی به اندازه کافی برای قدردانی از ارزش چنین بینشی هوشیار باشد». او تأکید می‌کند که ضداطلاعات علیه یک شخص یا کشور وی نیست بلکه علیه اعمالی است که از اطلاعات سرویس‌های خارجی(FIS) سر می‌زند؛ اصطلاحی است که شامل دشمنان فراملیتی و غیر ملی می‌باشد.
کشورها چارچوب‌های مختلفی برای سازمان‌های ضداطلاعاتی و ضد تروریستی دارند. معمولاً سازمان‌های نظامی و غیرنظامی جداگانه‌ای برای این منظور وجود دارد. بخش غیرنظامی آن ممکن است به دلیل مسئولیت‌های خارجی و داخلی، یا به دلیل اطلاعات در برابر اجرای مسئولیت‌های قانونی، دچار انشقاق شوند.
همچنین، برخی کشورها با سازمان دفاعی مناسب علیه سرویس‌های اطلاعاتی خارجی که اغلب با سرویس‌های اطلاعاتی جداگانه‌ای بدون اینکه مشترکاتی با رئیس حکومت داشته باشند اقدام می‌کنند.
بخش ضدتروریسم به‌طور عمده از طریق پلیس ویژه یا سازمان‌های نظامی که دستگیری‌ها یا نبرد مستقیم با تروریست‌ها را انجام می‌دهند اقدام می‌کند. این صفحه قصد دارد که به جنبه‌های دیگر ضدتروریسم بپردازد از جمله: قدرت ملی که بر آن مسلط است، شناسایی و نظارت کردن بر تهدیدها، دخالت‌های براندازانه و مخفی از جمله سازمان داخلی آنها (کشف آنها و ورود به منابع مالی آنها)، و اعلام خطر نسبت به حملات برنامه‌ریزی شده. موضوع نهایی، کاهش حوادث است که ممکن است سازمانی باشد که با موضوعاتی مانند حوادث بزرگتر و بلایای طبیعی درگیر می‌شود.